# Culotte courte
 (juin 2012).
 (mai 2016).

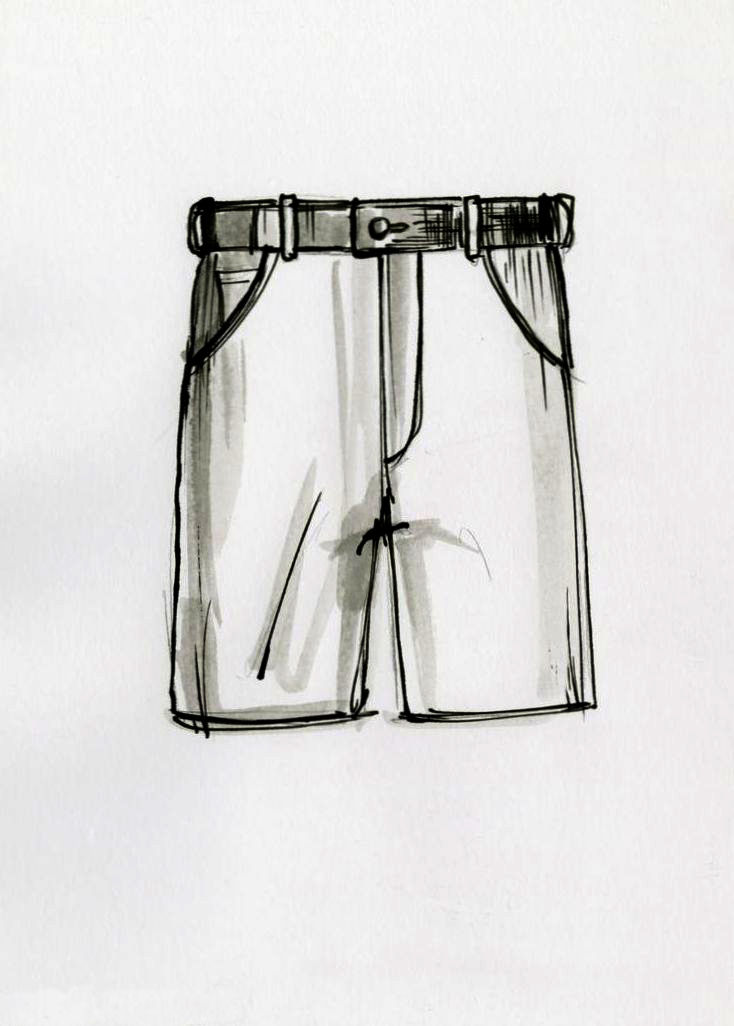
Culotte courte classique, dessin, musée de la mode d'Anvers.

La culotte courte est un vêtement masculin habillant le bas du corps et les deux cuisses séparément. Au fil du temps, au gré de l’évolution des modes, la longueur de la partie habillant les cuisses a varié, allant du dessous des genoux à la partie supérieure des cuisses. De la deuxième moitié du XIXe siècle aux années 1950, c’était un vêtement de dessus habillant principalement les jeunes garçons jusqu'à une bonne partie de leur adolescence. Le terme culotte courte a disparu peu à peu du vocabulaire des jeunes générations qui parlent plutôt de short ou de bermuda. Pourtant, la culotte courte n'a pas eu tout à fait le même usage que les actuels shorts.

## Origine et sens de l’appellation culotte courte
Issu du latin culus, signifiant fondement, le mot culotte est apparu, en France, au début du XVIe siècle pour désigner ce qu’on appelait précédemment, les hauts-de-chausses, puis chausses à la culottes. Par ellipse, cette dernière appellation a donné culotte. Au XVIIIe siècle et au début du XIXe siècle, la culotte est un vêtement masculin qui va de la taille jusqu’aux dessous immédiat des genoux. En France, à la Révolution, il est le vêtement emblématique de la noblesse qui s’oppose aux sans-culottes, ces derniers étant ainsi désignés parce qu’ils portent des pantalons ou des braies. En France, c’est dans la première moitié du XIXe siècle (vers 1830) que la culotte est abandonnée au profit du pantalon, elle subsiste de façon anecdotique comme élément d’un costume d’apparat, l’habit à la française. Par glissement de sens, le mot culotte est devenu rapidement synonyme de pantalon et désigne d’une façon générale tout ce qui habille le fondement avec, le cas échéant, tout ou une partie des membres inférieurs.
Culotte est devenu un terme générique. Pour distinguer les différents types de vêtements, on y ajoute un déterminant, on parle, alors, de culottes longues, de culottes courtes, de culotte de golf, de culotte de cheval, etc. Ce déterminant peut paraître fautif si on compare le sens originel du déterminé et la perception qu’on en a maintenant. Ainsi, dans une nouvelle de Guy de Maupassant, La parure (1884), on peut lire :
« Elle songeait aux antichambres nettes, capitonnées avec des tentures orientales, éclairées par de hautes torchères de bronze, et aux deux grands valets en culotte courte qui dorment dans les larges fauteuils, assoupis par la chaleur lourde du calorifère. »
Il est évident qu’ici les deux valets portent l’habit à la française, les culottes sont semblables et ne sont pas plus courtes que celles que l’on portait à la fin du XVIIIe siècle. Elles n’ont rien à voir avec les culottes courtes tel qu’on les concevait à la fin du XIXe siècle et au XXe siècle. On a également appelé, un temps, culotte courte le vêtement léger pour la pratique des sports, qui, dans le début du XXe siècle, prend pour nom l’anglicisme short, ellipse de short trousers. Ce terme anglais trousers est à comparer au mot français trousses qui désignait au XVIe siècle des hauts-de-chausses bouffantes, plissées et courtes, s’arrêtant à mi-cuisses. On les appelait, également, chausses de pages. 
Culotte peut désigner un sous-vêtement féminin appelé parfois petite culotte, qui n’a pas le même sens que culotte courte.

## Naissance d’une mode

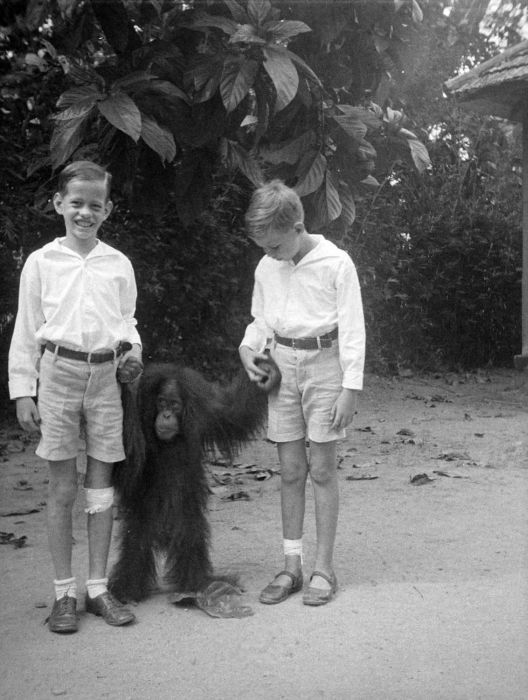
Deux garçons en culottes courtes, 1933.

Jusqu’au milieu du XIXe siècle, à l’exception du costume matelot, prédécesseur du costume marin, la mode enfantine n’existe pratiquement pas, Dès qu’ils ont quitté la robe unisexe de la toute petite enfance, les enfants sont habillés comme leurs parents, c’est-à-dire, selon les milieux sociaux, comme des adultes miniatures.
Au milieu du XIXe siècle, la Grande-Bretagne est la première puissance mondiale. En Europe, elle est la nation qu’on imite. C’est ainsi qu’elle influence notamment les modes vestimentaires.
Dans le chapitre « Hygiène vestimentaire » d’un « dictionnaire médical des familles » publié dans les années 1880, l’auteur nous apprend que cette nouvelle mode, qui consiste à habiller court les enfants, est venue d’Angleterre et d’autres cours royales européennes alliées à la couronne britannique. Il la trouve non seulement charmante, mais beaucoup plus hygiénique. Il l’approuve et l’encourage.
Cette brève remarque dans un livre de vulgarisation médicale nous apprend qu’au début de la deuxième moitié du XIXe siècle, au sein de la famille royale de Grande-Bretagne et son entourage, on a choisi de vêtir les garçons d’un costume comprenant une culotte au lieu d’un pantalon. Pourquoi une culotte s’arrêtant sous les genoux plutôt qu’un pantalon ? Dans ce choix, faut-il voir l’influence des discours hygiénistes, ou plus simplement la fantaisie impulsive d’une mère choisissant parmi les modèles proposés par le tailleur fournisseur de la famille ? Quoi qu’il en soit, le point de départ d’une mode enfantine évolutive est née et va durer environ un siècle. Imitée, d’abord dans d’autres cours européennes, puis les milieux aristocratique et bourgeois, cette mode va se répandre progressivement dans tous les milieux sociaux. Elle se répand par l’intermédiaire de l’industrie du prêt-à-porter, qui la copie, et par l’influence de publications de mode (en France, il est possible de citer : Le Journal de la Famille, Le Petit Écho de la Mode). Cette mode est, déjà, bien présente au milieu de la deuxième moitié du XIXe siècle, comme le montre Le Journal de la Famille numéro 45, daté de 1877, ainsi que d’autres gravures d’époque, plus difficiles à dater aussi précisément. Parallèlement à cette mode pour les garçons on assiste à un raccourcissement des robes des petites filles.

## Évolution d’une mode
L’uniforme des mouvements scouts, initiés par Robert Baden-Powell vers 1908, a contribué, aussi, à la popularisation de la culotte courte. Inspirée de l’uniforme de l’armée coloniale britannique (le bermuda, adopté par aux Bermudes, qui y avaient un commandement pour l'Atlantique nord, l'amiral Mason Berridge autorisant les pantalons coupés au-dessus du genou mais avec des chaussettes très hautes, la culotte scout dévoile les genoux. Cette tenue symbolisait la vie au grand air et la possibilité d'avoir des activités autonomes loin de la famille et des précepteurs. C'était révolutionnaire à l'époque de l'enfermement victorien qui formait des adolescents anémiques, fait dénoncé par Baden-Powell.
Jusqu’à la fin de la première guerre mondiale la longueur du vêtement oscille, plus ou moins, entre le dessous et le dessus des genoux. Des photographies d’époque et des illustrations de dessinateurs comme Francisque Poulbot en témoignent. 
Après la première guerre mondiale, une certaine émancipation féminine amène de grands couturiers parisiens à dévoiler davantage le corps de la femme en raccourcissant jupes et robes. Faut-il y voir une relation de cause à effet ? Les femmes sont aussi des mères et elles choisissent les vêtements de leurs enfants. Ce sont elles aussi qui les lavent et les réparent et la culotte courte demandant beaucoup moins d'entretien qu'un pantalon long, tant en lavage qu'en raccommodage, elle est privilégiée. Dans les années 1920 on assiste à un raccourcissement des culottes des garçons. Il s’ensuit que pour des raisons diverses, milieu social, choix familial, costume de cérémonie, etc. La longueur des culottes courtes des garçons va varier entre le dessus des genoux et le milieu des cuisses, pour les très jeunes elle peut même s'arrêter en haut des cuisses. Contrairement à notre short ou bermuda actuel, la culotte courte ne se porte pas uniquement au printemps et en été, les saisons n'ont même quasiment aucune influence sur leur port, ni même sur leurs longueurs. Un grand nombre de témoignages et de photos prouvent que les garçons la portent indifféremment de la température extérieure toute l'année, même par les froids de l'hiver. Cependant, au début du XXe siècle, elle s’accompagne, alors, de longs bas rejoignant l’échancrure de la culotte, puis plus tard, à partir des années 1930, ce sont, seulement, de hautes chaussettes montant jusqu’aux genoux. Dès lors, les jambes ne seront plus jamais complètement couvertes. 
Dans les années 1930, des hommes adultes commencent à porter cette tenue estivale.
Toujours en Europe, à partir des années 1950 et jusque dans les années 1960, même pour les moins jeunes, la culotte courte tend à se raccourcir radicalement, parfois pour ne vêtir que le tiers supérieur des cuisses. Ce sera l'apogée de cette mode du très court pour les garçons alors que la longueur des robes des filles évoluent moins, jugée vite osée. On assiste même à des scènes cocasses difficilement explicables, de jeunes garçons chaudement emmitouflés mais avec les genoux et les cuisses intégralement nus ! Même l’Église catholique prend part à cette mode et contrairement à d'autres religions, en particulier à l'Islam, montrer ses cuisses et ses genoux pour un jeune garçon ou pour un adolescent n'est pas du tout indécent, au contraire ! Dans le milieu des années 1950 au Vatican, le pape Pie XII impose à ses scouts de raccourcir les shorts des garçons, mais recommande de rallonger la jupe-culotte des filles. Encore de nos jours, dans le milieu du scoutisme traditionnel, les scouts jeunes ou moins jeunes, participent aux offices religieux avec les jambes nues.
Un peu plus tard et voulant imiter l'Europe moderne, le Japon assiste à un changement de mode spectaculaire. La culotte courte envahit les rayons des magasins de vêtements pour enfants mais avec quelques décennies de retard. C'est de la fin des années 1970 jusqu'au début des années 1990 qu'on assiste dans ce pays à une véritable attirance pour ce vêtement. Les garçons et leurs mères l'adorent et il se porte très court tous les jours, été comme hiver. À l'école ou à la maison, faisant partie d'un uniforme ou pas, la culotte courte vit ses heures de gloire au pays du soleil levant. Elle est le plus souvent en toile ou en jean et près du corps, à l'image du jeune héros d'une série japonaise, 俺はあばれはっちゃく (ja), qui l'arbore fièrement dans tous les épisodes.

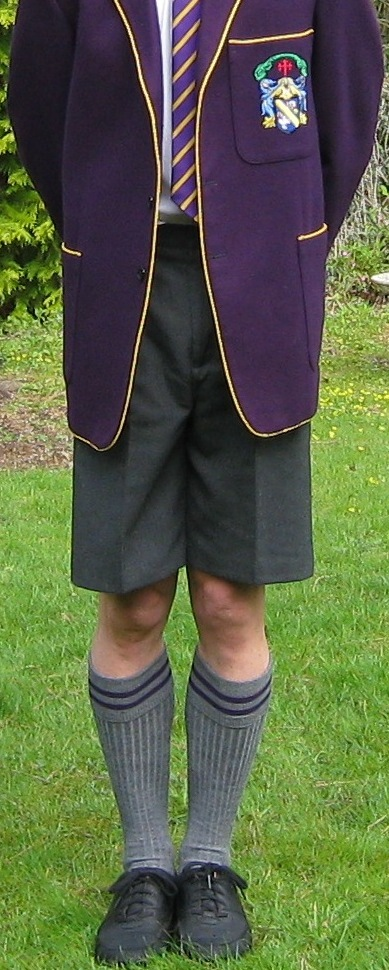
Culotte courte d'un uniforme scolaire anglais, 2010.

La culotte courte est plus élaborée que le short. Elle est en lainage, drap, velours, flanelle, cuir, etc. Elle est souvent doublée. Elle comporte passant de ceinture, braguette avec patte de fermeture, différentes poches avec éventuellement pattes de rabat sur la poche revolver, parfois des bretelles pour les plus jeunes. Au début, on l’orne de quelques boutons dans le bas des jambes, etc. Ces raffinements varient suivant la richesse des familles, donc les choix possibles. Dans la première moitié du XXe siècle, sachant le faire, des femmes taillent et cousent les vêtements de leurs enfants en s’aidant de patrons fournis par des revues de mode. La culotte courte peut être le complément d’un costume formel. Suivant les époques, elle accompagne veste à col marin, veston droit ou croisé, blazer, etc. Elle a aussi fait partie d’uniformes.
En France, outre l’uniforme scout, on la retrouve dans l’habit de certaines institutions scolaires privées et des manécanteries.
En Grande-Bretagne et dans les pays d’influence britannique, la culotte courte fait partie de façon systématique de l’uniforme scolaire des garçons. C'était probablement une façon de faire accepter plus facilement l'uniforme là où il existait. La culotte courte semble donner un caractère moins austère à l'uniforme, en le rendant plus juvénile et en libérant les mouvements. Dans ces années 1950 et 1960, les jeunes gens eux-mêmes apprécier de la porter, comme l'indiquent les témoignages des intéressés. À noter qu'en Angleterre, les droits des élèves - contrairement à une idée reçue - sont plus élaborés qu'en France et ont été établis plus vite. Par exemple, un élève de plus de 12 ans peut refuser son inscription par les parents dans une école privée religieuse et exiger d'aller dans un établissement public.
La culotte courte est exhibée, de façon festive, sous sa forme de cuir dans le folklore de ce pays et celui du Tyrol, la lederhose, portée par les garçons et les hommes indifféremment de leurs âges. Cette culotte courte de cuir vivra plus tard, après la seconde guerre mondiale, une renaissance. Les jeunes garçons allemands la porteront quotidiennement jusque dans les années 1970, avant de connaître un déclin inéluctable. Elle a bien existé dans la période sombre[pas clair] de l’Allemagne, elle est présente dans l’uniforme des jeunesses hitlériennes, mais les jeunes étaient habillés ainsi dans toute l'Europe (Est et aire soviétique compris) ; par ailleurs, les jeunesses hitlériennes n'ont fait que singer le scoutisme[réf. nécessaire]. Enfin, comme cela a été signalé pour l'Angleterre, l'Allemagne et l'Autriche ont été en avance pour les droits des jeunes : en matière scolaire (décisions autonomes de la famille dès 14 ans) mais aussi en matière politique : l'Autriche accorde le droit de vote à 16 ans comme les Länder du Nord de l'Allemagne. Cette tenue n'a donc pas à être associée à une vision autoritaire de l'éducation, comme on le croit trop souvent. 
Aux époques où l’âge légal du travail des jeunes était bas, l’adolescent abandonnait la culotte courte pour un pantalon lorsqu’il entrait en apprentissage ou était embauché. On considérait, alors, qu’il entrait dans le monde des adultes. Pour le monde des écoliers, l’âge auquel l’adolescent quittait la culotte courte, pour un vêtement plus adulte, variait suivant les milieux et les familles. C’était généralement vers 13 à 14 ans, rarement en dessous, mais quelquefois au-dessus, comme le montrent des photos de classe des années 1920, où l'on peut voir des lycéens, en seconde, portant des culottes courtes. Des années 1930 à 1950, la culotte courte n’était pas toujours remplacée par un pantalon mais par une culotte dite de golf, c’est-à-dire la culotte de Tintin, le personnage d’Hergé.

## Disparition d’une mode
Après la Seconde Guerre mondiale, la première puissance mondiale n’est plus en Europe. Après un temps de latence pour panser les plaies engendrées par la guerre, l’Europe adopte progressivement le mode de vie américain. Ce ne sont plus les familles royales qui font les modes vestimentaires, mais les grands groupes commerciaux de l’industrie du prêt-à-porter. Autrefois guère consulté sur le contenu de sa garde-robe, avec la nouvelle manière d’appréhender l’enfant, celui-ci devient prescripteur. Facilement influencé par la publicité et l’envahissement de certains médias, il devient la cible privilégiée des stratégies commerciales. La mode des culottes courtes, apparue 100 ans plus tôt, disparaît, donc, progressivement dans les années 1960, mais subsiste, encore, dans certains milieux scouts ou encore chez les Petits Chanteurs. 
Au Japon, depuis les années 1950, la majorité des écoles privées l'imposent dans l'uniforme scolaire d'été et d'hiver des garçons.  

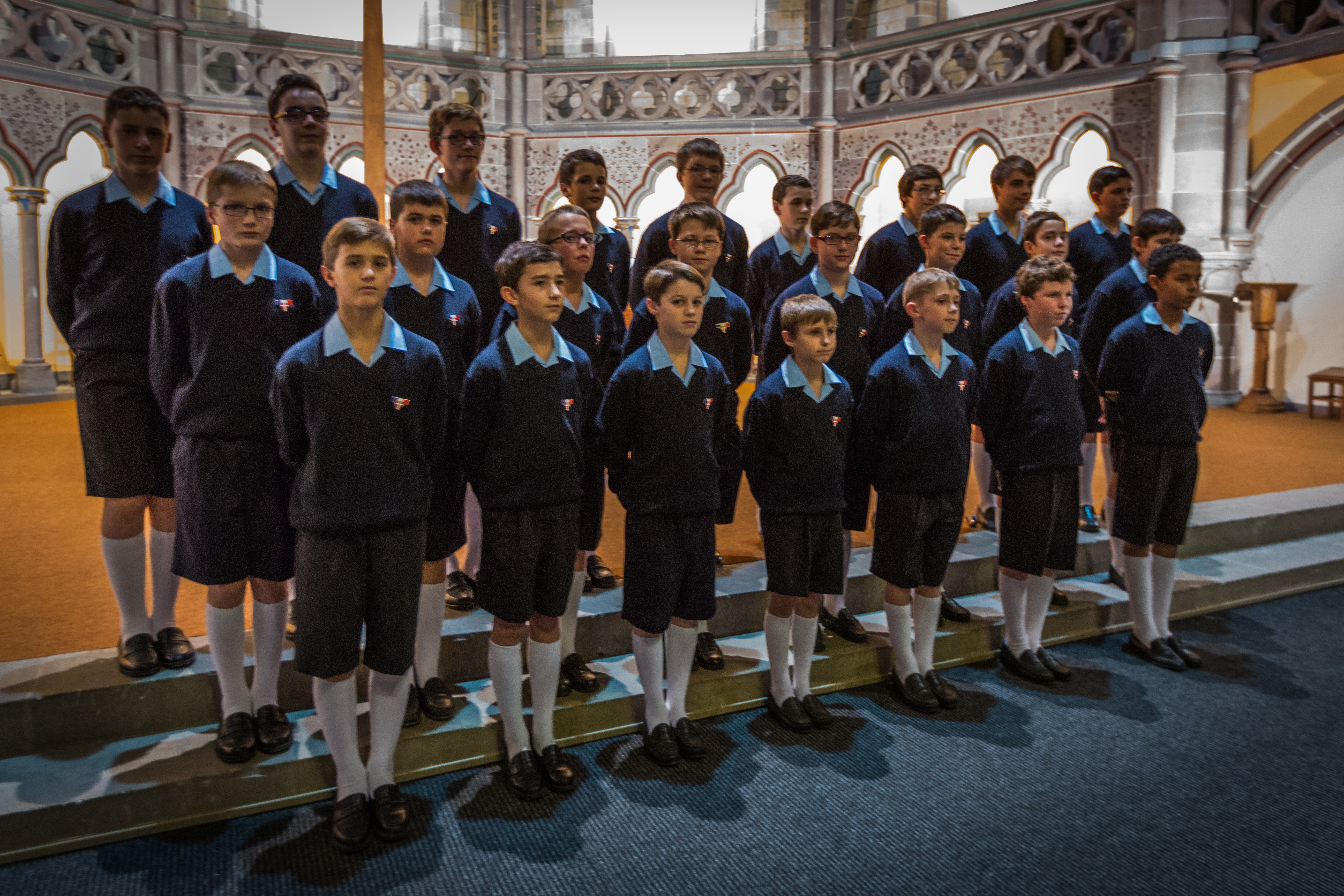
Petits Chanteurs en concert le 9 novembre 2013.

Ayant été longtemps le vêtement emblématique de la jeunesse, elle demeure aussi dans une expression qui exprime l’enfance sans distinguer les filles des garçons : « le petit monde en culottes courtes ».

## Sources
- Musée Galliera : exposition la mode et l’enfant 1780 - 2000.
- Dictionnaire médical des familles. Paris. 1882.
- Le Journal de la Famille numéro 45, daté de 1877.
- Essais historiques sur les modes et la toilette française par le Chevalier *** - Librairie universelle de P. Mongie. Paris, 1824.
- Photos d’époques, collections privées.